# 太陽にかける橋/ペーパー・タイガー
『太陽にかける橋/ペーパー・タイガー』（たいようにかけるはし ペーパー・タイガー 原題：Paper Tiger）は、1975年に公開されたイギリスのドラマ映画。監督はケン・アナキン、出演は三船敏郎、デヴィッド・ニーヴン、安藤一人など。東南アジアの架空の国を舞台に、日本大使の息子とともに誘拐事件に巻き込まれたイギリス人家庭教師の脱出劇が描かれる。ジャック・デイヴィスによる小説を原作とし、彼が脚本も担当した。
原題は作品内容を表しており、虚勢を張る人を指す「張り子の虎」の意である。

## ストーリー
東南アジアの小国・クラーゴンは反政府過激派勢力がテロ事件を続発させる政情不安定な国家だった。3か月後のロンドン転任が決まった日本大使のカゴヤマは、息子・弘一（こういち）にイギリス流のマナーと英語を身に着けさせるため、家庭教師としてイギリスから元軍人の貴族・ブラッドベリーを招いた。求人に応じた彼の経歴を見て、カゴヤマ自身が申し分ないと判断したのだった。ブラッドベリーは授業の合間に、弘一に第二次世界大戦時の手柄話を語って聞かせた。彼は片足が不自由で杖が手放せない身だが、これも戦争での負傷が原因だと言うのだった。クラーゴンで日本がイギリスと戦って敗れた過去を恥じるカゴヤマは、ブラッドベリーに「戦争の話はしないでくれ」と忠告する。
日本大使公邸で、クラーゴンの外務大臣を招いてのパーティが催される。過激派が紛れ込み、大臣を狙撃しようとする。そんな中、ブラッドベリーの杖が椅子に引っかかって抜けなくなる。勢いよく椅子ごと振り上げたところ、椅子が一味に命中して銃撃がそれ、大臣は助かる。一部始終を見ていた弘一は尊敬の念を強くする。
この一件で追い詰められた過激派は、収監中のメンバーの釈放を政府に求めるため、弘一の誘拐を計画する。ある日、弘一はブラッドベリーにせがみ、彼とともに郊外にある旧イギリス軍基地の跡地をたずねる。見学していた2人は、待ち伏せしていた一味に襲われる。ブラッドベリーはさらわれる弘一を見て狼狽するが、勇気をふるって彼らに食らいつく。しかしあっけなく組み伏せられ、ともに山中のアジトに連れて行かれて、小屋に閉じ込められる。一味はカゴヤマを脅迫するため、弘一に、日本語で助けを求める手紙を書くよう要求する。弘一は機転を利かせ、アジトまでの道のりを記憶の限りつづり、平然と手渡す。あとで弘一から手紙の計略を明かされたブラッドベリーはひどく驚く。ブラッドベリーの軍人としての能力を信じる弘一は「脱出しましょう」と提案するが、ブラッドベリーは「できるわけがない」と首を振る。
そのころ、パーティで同席したテレビ記者・ミューラーは誘拐事件の報道のため、ブラッドベリーの経歴を調べ上げていた。彼は小学校の教師をしていた一庶民であり、爵位も軍歴も捏造だった。幼少期にかかったポリオの後遺症による不自由な足のために出征を免れており、戦争の思い出話は彼の空想が作り上げたホラに過ぎなかった。ミューラーはカゴヤマにこのことを報告したのち、「ブラッドベリーの名誉のために彼の過去を報道しないと決めた」と話す。
夜更けになり、弘一は「僕は尊敬する先生のことを疑ってしまった」と泣き出す。その様子を見たブラッドベリーはともに脱出することを決意する。一方、弘一の手紙を受け取ったカゴヤマは大統領府に駆け込む。軍がヘリコプターでの急襲を決定する。
ブラッドベリーと弘一は小屋の床板をはずして外に出て、夜明け前の暗闇に乗じて見張り番を倒すことに成功し、山道を降りようとする。しかし脱出に気づいた一味が追撃を開始し、2人は山頂に追い詰められ、そのままにらみ合いとなる。焦った過激派たちの一部は女リーダー・ターラの忠告も聞かず、2人を射殺しようとする。ブラッドベリーが撃たれ、弘一も撃たれようとした瞬間、大統領のラジオ演説が始まり、「人質を解放しなければ囚人たちを処刑する」と声明したため、向けられた銃口が一瞬下ろされる。そこに軍のヘリコプターが現れ、一味はたちまち射殺される。ヘリコプターから降りたカゴヤマが弘一を抱きしめる。弘一が指差す先にブラッドベリーが倒れていた。ミューラーがブラッドベリーのもとに駆け寄ると、彼は笑ってみせる。
退院したブラッドベリーは日本大使公邸をたずね、経歴の詐称を謝罪して辞職を申し出る。しかしカゴヤマは彼の勇気をたたえて不問に付し、引き続き家庭教師として雇うことを約束する。弘一がブラッドベリーのもとに駆け寄る。

## キャスト
※括弧内は日本語吹替（初回放送1980年6月22日『日曜洋画劇場』）
- ブラッドベリー：デヴィッド・ニーヴン（中村正）
- カゴヤマ大使：三船敏郎（小林勝彦）
- ミューラー：ハーディ・クリューガー（中田浩二）
- 弘一：安藤一人（松田辰也）
- ターラ：アイリーン・ツー（英語版）（弥永和子）
- 外務大臣：イヴァン・デニ（英語版）（小林修）
- カゴヤマ夫人：高美以子（沢田敏子）
- キング氏：ジェフ・コーリー（上田敏也） - 飛行機の乗客。
- キング夫人：パトリシア・ドナヒュー（英語版） - 飛行機の乗客。
- フォースター軍曹：ロナルド・フレーザー（英語版） - 軍事基地跡の案内人。
- カゴヤマの秘書：喜多川美佳